# Азат Мухадов
Азат Мухадов (туркм. Azat Muhadow, нар. 21 червня 1981, Чарджоу) — туркменський футболіст, який виступав на позиції захисника та півзахисника. Відомий за виступами в низці туркменських, узбецьких та турецьких клубів, а також у складі національної збірної Туркменістану. По закінченні виступів на футбольних полях — туркменський футбольний тренер.

## Клубна кар'єра
Азат Мухадов народився в Чарджоу. Розпочав виступи на футбольних полях в ашгабатському клубі «Ніса» в 2000 році, проте до основного складу команди пробився лише в 2002 році. Деякий час він грав у команді разом із своїм дядьком Чарияром Мухадовим. У другій половині сезону 2002 року Азат Мухадов грав за узбецький клуб «Бухара» з однойменного міста, проте зіграв у вищому узбецькому дивізіоні лише 7 матчів, та повернувся до Туркменістану. У 2004 році Мухадов грав за столичний туркменський клуб «Асудалик», а в 2005 році футболіст грав у складі клубу «Газчи» з Газоджака. На початку 2006 року Азат Мухадов їздив на перегляд до казахського клубу «Кайсар», проте команді не підійшов, і в першій половині 2006 року грав у туркменському клубі «Ашгабат», а в другій половині сезону в узбецькому клубі «Шуртан». На початку 2007 року Мухадов став футболістом клубу «Небітчі» з Балканабата. У кінці року туркменський захисник вирішив спробувати свої сили в турецькій першості, та став гравцем клубу другого турецького дивізіону «Кіршехірспор». За півроку він перейшов до клубу вищого турецького дивізіону «Мардінспор», у якому зіграв 13 матчів, далі грав у клубі третього турецького дивізіону «Кахраманмарашспор», в якому зіграв лише 1 матч. На початку 2009 року під час свого перебування в Туреччині Мухадов був на перегляді в російському клубі «Том», проте не підійшов клубу, й після трьох контрольних матчів покинув команду. Після цього футболіст повернувся до Туркменістану, де знову став гравцем клубу «Небітчі», який невдовзі перейменували на «Балкан». У команді з Балканабата Мухадов грав до 2015 року, двічі ставав чемпіоном країни та кілька разів призером першості Туркменістану. Після закінчення виступів на футбольних полях Азат Мухадов став дитячим тренером в Ашхабаті.

## Виступи за збірні
Азат Мухадов пдебютував у національній збірній Туркменістану 18 листопада 2007 року в матчі зі збірною Гонконгу, вийшовши на заміну на 86-й хвилині матчу. Наступний матч у складі збірної футболіст зіграв 6 лютого 2008 року зі збірною Південної Кореї, відігравши увесь матч, після чого до збірної не викликався.

## Особисте життя
Батько Азата Мухадова, Равшан Мухадов, також був відомим туркменським футболістом та тренером, деякий час очолював штаб національної туркменської збірної.

## Досягнення
- Чемпіон Туркменістану (2): 2011, 2012.